# Leptocypris guineensis
 Leptocypris guineensis és una espècie de peix cipriniforme de la família dels ciprínids.

## Morfologia
Els mascles poden assolir els 6,3 cm de longitud total.

## Distribució geogràfica
Es troba a Àfrica: Guinea.